# Giselle Ansley
Giselle Anne Ansley (Kingsbridge, 31 maart 1992) is een Engelse hockeyspeelster. In 2015 won Ansley met de Engelse ploeg de Europese titel.
Ansley won 2016 met de Britse hockeyploeg de gouden olympische medaille, door in de finale Nederland te verslaan na het nemen van shoot-outs.

## Erelijst

### Groot-Brittannië
- 2016 –  Olympische Spelen in Rio de Janeiro

### Engeland
- 2013 -  EK in Boom
- 2015 -  EK in Londen
- 2017 -  EK in Amstelveen
- 2018 - 6e WK in Londen